# Aéroport de Lahr
L'aéroport de Lahr (aussi appelé aéroport de la Forêt-Noire, anciennement base aérienne 139 Lahr ou base aérienne de la Forêt Noire)  situé dans l'Eurodistrict de Strasbourg Ortenau et à 30 min de Strasbourg centre,  est une ancienne base aérienne initialement utilisée par l'Armée de l'air française, située en Allemagne sur la rive droite du Rhin près de la petite ville de Lahr/Schwarzwald (48° 22,1′ N, 7° 49,3′ E). 

## Historique

### L'Armée de l'air

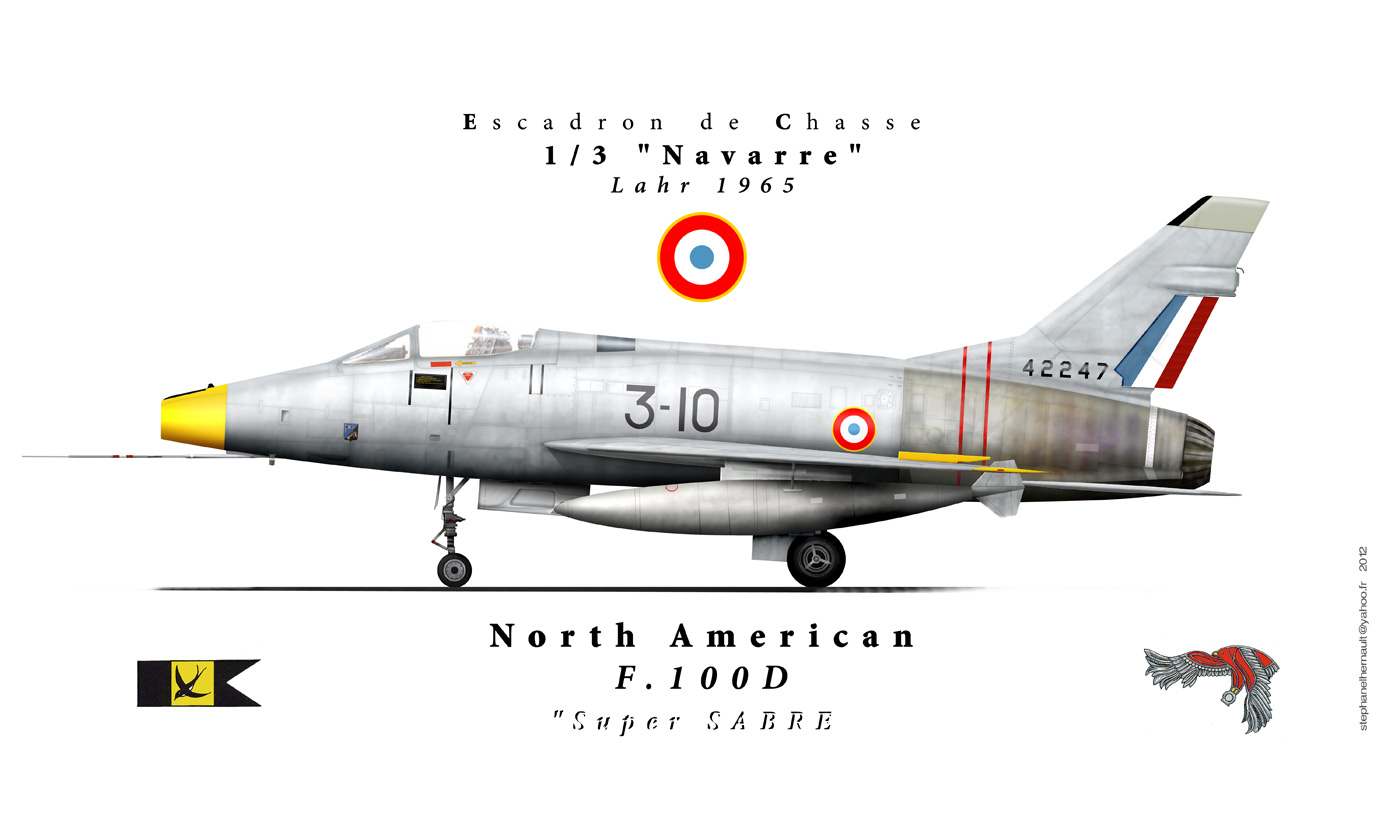
Dessin d'un F-100 du 2/3 Navarre en 1965.

La base est créée en 1946 sur le terrain de Lahr-Hugsweier. 
Trois escadres de chasse sur F-84G se succèdent :
- 1re escadre de chasse d'août à décembre 1952 ;
- 11e escadre de chasse de novembre 1952 à juin 1953 ;
- 9e escadre de chasse du 1er avril 1954 à mai 1956.

Puis elle abrite la 13e escadre de chasse sur F-86K de mars 1956 à avril 1957.
C'est ensuite au tour de la 33e escadre de reconnaissance sur RF-84F qui l'occupe de juillet 1957 à mars 1960
La base abrite l'ELA 55 ainsi que les escadrons de chasse 1/3 Navarre et 2/3 Champagne sur North American F-100 Super Sabre de 1961 à 1966 puis sur Mirage III E de 1966 à 1967. 

L'escadron de guerre électronique volait sur Nord 2501 (Noratlas) et L'ELA sur C-47 (Dakota), MD 312 Flamant, Beechcraft D18S, Morane-Saulnier MS-760 Paris et sur MH-1521 Broussard.

Quelques éléments américains et canadiens y étaient également stationnés. Les forces américaines disposaient d'une quinzaine de bombes nucléaire tactiques MK28 et MK43 livrées en avril 1963, et devant être utilisé par les F-100 français en cas de guerre.
La base est dissoute le 30 septembre 1967.

### Forces canadiennes
Après le départ des Français, la plateforme sera utilisée par la RCAF dès 1967 qui y déploiera initialement les 439e et 441e escadrons de la 1re Division aérienne équipés de Canadair CF-104 Starfighter venant de RCAF Station Marville le 1er avril 1967. Avec la réduction des effectifs canadiens en Europe décidée à la fin des années 1960, les trois escadrons restants de la 1re Division aérienne sont regroupés à la CFB Baden–Soellingen (en) qui est devenue en 1997 l'aéroport de Karlsruhe-Baden-Baden, la division prenant la désignation de 1er Groupe aérien canadien le 29 juin 1970.
Le 4e Groupe-brigade mécanisé du Canada (4e GBMC) du Commandement des forces mobiles d'un effectif de moins de 3 000 hommes y sera stationné à partir de 1970 regroupant ainsi les éléments des Forces canadiennes en Europe dans la même région. La 1re Division du Canada reconstituée en novembre 1989 aura son QG dans la base.
À l’apogée de la présence canadienne à Lahr, on y trouvait environ 6 600 militaires et 17 000 Canadiens en incluant les familles. Les derniers membres du 4e GBMC quittèrent l'Allemagne le 31 août 1993 et la BFC Lahr fut démantelée officiellement le 15 août 1994.

### Aéroport civil
L'aéroport est actuellement la propriété du parc d'attractions allemand Europa-Park. Il ne possède pas de ligne régulière de transport de passagers, ni de terminal passager. La stratégie de l'aéroport est le développement du transport aérien cargo. En effet, l'entreprise Zalando a ouvert en 2016, son 4e centre de tri pour ses articles aux abords de l'aéroport. DHL est également présent sur le site. L'aéroport accueille également certains vols exceptionnels, principalement des avions cargo, mais aussi des avions de transport de passagers comme en 1992, où les premiers Boeing 747-400 de la Lufthansa effectuaient des vols d'entraînement pour ses pilotes.

## Commandants de la base aérienne 139
- 1963-1965 : colonel Antonin Betbèze (1910-1993).